# Wilson Roosevelt Jerman
Wilson Roosevelt Jerman (Seaboard, 21 de janeiro de 1929 – Woodbridge, 16 de maio de 2020) foi um mordomo estadunidense. Trabalhou para 11 presidentes dos Estados Unidos diferentes na Casa Branca. Nasceu em Seaboard, Carolina do Norte.
Jerman foi promovido a mordomo por John F. Kennedy e continuou nessa função até sua aposentadoria em 1993, durante o governo Bill Clinton. Voltou à Casa Branca em 2003, no governo George W. Bush. Trabalhou como maître e operador de elevador para Barack Obama antes de sua aposentadoria final em 2012.
Jerman morreu aos 91 anos em 16 de maio de 2020 de COVID-19 em Woodbridge, Virgínia, aos 91 anos.